# Mikojan-Gurewitsch MiG-1
Die Mikojan-Gurewitsch MiG-1 (russisch Микоян-Гуревич МиГ-1) war ein sowjetisches Jagdflugzeug im Zweiten Weltkrieg.

## Entwicklung
Die Flugzeugkonstrukteure Artjom Mikojan und Michail Gurewitsch gründeten im Dezember 1939 das Konstruktionsbüro Mikojan-Gurewitsch, das zu etwa 40 Prozent aus ehemaligen Polikarpow-Mitarbeitern bestand. Das erste von zwei beinahe gleichzeitig entwickelten Projekten des neuen Konstruktionsbüros hieß 65 und war als Schlachtflugzeug konzipiert, welches aber zugunsten der Iljuschin Il-2 aufgegeben wurde.
Das zweite, ab Oktober 1939 im Rahmen des Modernisierungsprogramms für die sowjetischen Luftstreitkräfte begonnene und als I-61 (I steht für Istrebitel, Jagdflugzeug) bezeichnete Projekt hatte einen Mikulin-AM-35A-Motor und fand mit einem Auftrag über drei Versuchsjäger, die später als I-200 bezeichnet wurden, Zustimmung. Dazu übernahmen Mikojan und Gurewitsch den von Polikarpow bereits vorgefertigten Entwurf K. Eine Parallelentwicklung hierzu war die I-63 mit AM-37-Triebwerk.
Der erste Prototyp wurde am 5. April 1940 von Arkadi Jekatow eingeflogen. Im August 1940 war die Flugerprobung abgeschlossen und das Flugzeug wurde am 18. August erstmals auf der Luftparade in Tuschino der Öffentlichkeit vorgeführt. Unter der Bezeichnung MiG-1 wurde anschließend die Genehmigung zur Serienproduktion, die im Januar 1941 anlief, erteilt.
Die Serienjäger erreichten in 7000 Metern Höhe eine Höchstgeschwindigkeit von 628 km/h, weshalb sie als „schnellste Jäger der Welt“ bezeichnet wurden.
Die MiG-1 hatte eine Reihe von Schwächen, so dass nur 100 Exemplare im Werk (Sawod) Nr. 1 in Chodinka gebaut wurden. Besonders fielen die geringe Stabilität, die geringe Reichweite und die Empfindlichkeit gegenüber Kampfbeschädigungen ins Gewicht. Entgegen den Erwartungen fanden die Luftkämpfe auch nicht in großen Höhen statt – die erwarteten deutschen Höhenbomber flogen nicht ein, da die deutsche Luftwaffe diese nie besaß. In mittleren oder niederen Höhen konnte die MiG-1 aber ihren Geschwindigkeitsvorteil nicht erzielen und war den deutschen Einsatzmustern unterlegen. Die MiG-1 war generell eher schwer zu fliegen und erforderte erfahrene Piloten, über welche die sowjetischen Luftstreitkräfte nach Stalins „Säuberungen“ aber kaum mehr verfügte. Das Flugzeug konnte infolgedessen, aber auch wegen seiner geringen Stückzahl und der erdrückenden deutschen Übermacht, nicht sein volles Potential entfalten.
Eine Verbesserung durch entsprechende Modifikationen stellte die MiG-3 dar.

## Militärische Nutzer
- Sowjetunion

## Technische Daten
| Kenngröße             | Daten                                          |
| --------------------- | ---------------------------------------------- |
| Besatzung             | 1                                              |
| Länge                 | 8,26 m                                         |
| Spannweite            | 10,20 m                                        |
| Höhe                  | 3,50 m                                         |
| Flügelfläche          | 17,44 m²                                       |
| Flügelstreckung       | 5,97                                           |
| Leermasse             | 2.595 kg                                       |
| maximale Startmasse   | 3.350 kg                                       |
| Triebwerk             | ein Zwölfzylinder-V-Motor Mikulin AM-35A       |
| Leistung              | 994 kW (ca. 1.350 PS)                          |
| Höchstgeschwindigkeit | 508 km/h in Bodennähe 640 km/h in 7.800 m Höhe |
| Reisegeschwindigkeit  | 500 km/h                                       |
| Steigzeit             | 5,3 min auf 5.000 m Höhe                       |
| Reichweite            | 730 km                                         |
| Dienstgipfelhöhe      | 12.000 m                                       |
| Bewaffnung            | ein 12,7-mm-MG UBS zwei 7,62-mm-MG SchKAS      |